# Cantó de Sanch Inhan

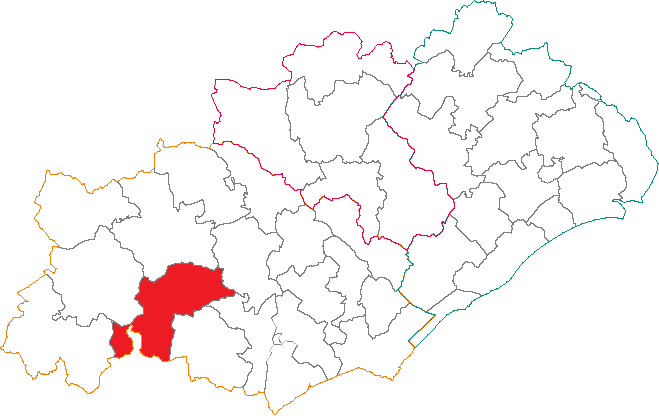
El cantó de Saint Chinian a l'Erau

El cantó de Sanch Inhan és un cantó francès del departament de l'Erau, a la regió del Llenguadoc-Rosselló. Forma part del districte de Besiers, té 13 municipis i el cap cantonal és Sanch-Inhan.

## Municipis

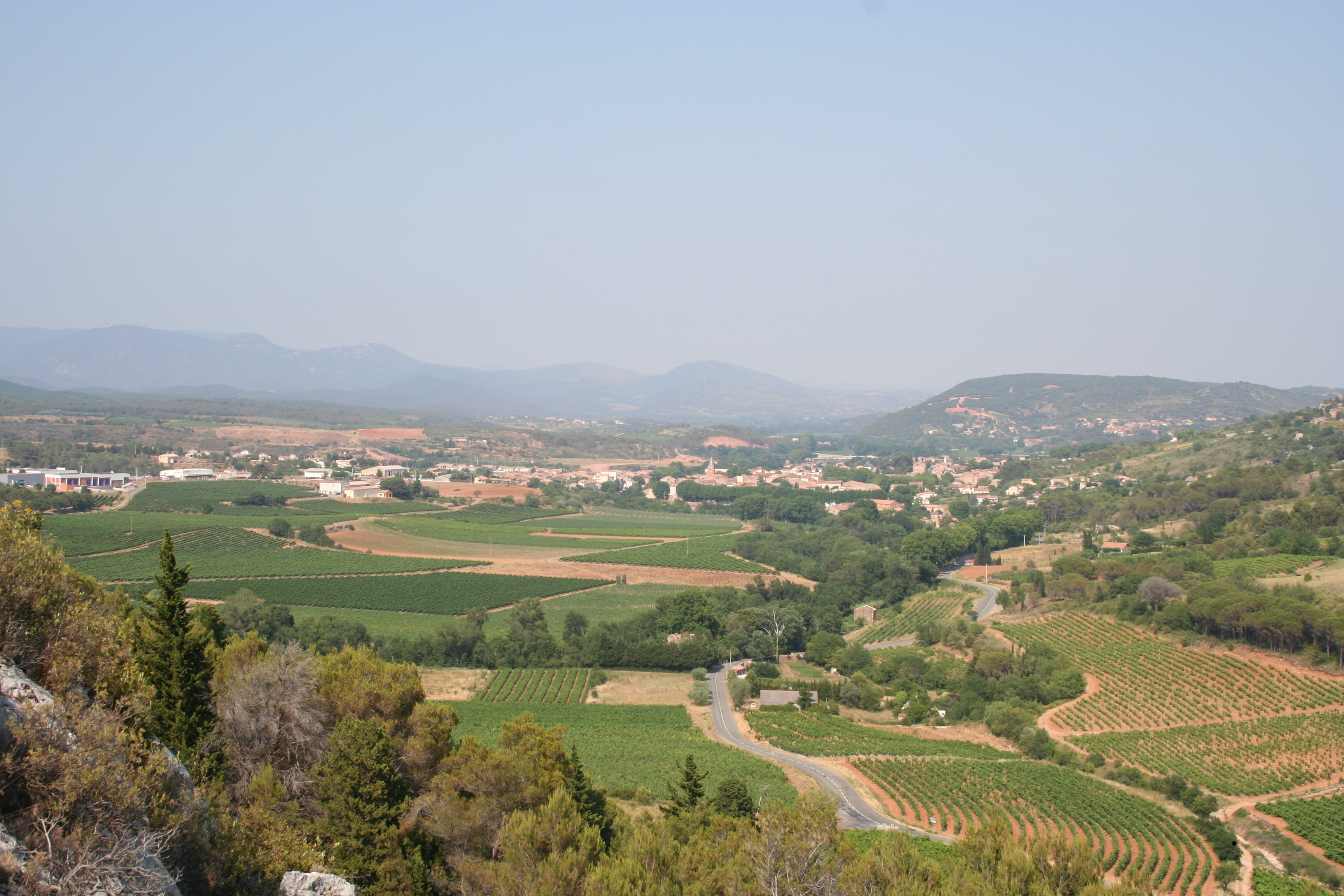
Vista del poble de Saint-Chinian

- Agèl
- Aigas Vivas
- Assinhan
- Babau e Boldors
- Casa d'Arnas
- Cebasan
- Cecenon
- Crusi
- Montolièrs
- Pèirarua
- Pradas de Vernasòbre
- Sanch-Inhan
- Vilespassens